# Hartung (biskup)
Hartung (ur. XIII wiek, zm. 27 października lub 26 listopada 1314 w Ratyzbonie) – franciszkanin, duchowny katolicki, prawdopodobnie identyczny z wzmiankowanym w 1287 biskupem pomocniczym Würzburga, biskup pomocniczy Wrocławia (ok. 1303), później biskup pomocniczy Ratyzbony (1314), występował jako biskup Semigalii. 22 marca 1303 na prośbę opata klasztoru augustianów w Żaganiu Piotra konsekrował ołtarz w kościele szpitalnym pw. Ducha Świętego. 3 listopada 1314 r. wydał list odpustowy dla klasztoru dominikanów w Chebie. Zmarł w klasztorze franciszkanów Świętego Zbawiciela w Ratyzbonie, gdzie został pochowany.